# Ercole Baldini
Ercole Baldini, född 26 januari 1933 i Forlì, Emilia-Romagna, död 1 december 2022 i Forlì, var en italiensk tävlingscyklist.
Baldini blev olympisk guldmedaljör i linjeloppet vid sommarspelen 1956 i Melbourne.